# Toro de lidia
El toro de lidia, también denominado toro bravo, designa a los especímenes macho de una heterogénea población bovina desarrollada, seleccionada y criada para su empleo en diferentes espectáculos taurinos, como las corridas o los encierros. Proceden de las razas autóctonas de la península ibérica, conocidas como  «toro ibérico», que desde tiempo inmemorial propiciaron las formas más primitivas de tauromaquia [cita requerida]. Se caracteriza por unos instintos atávicos de defensa y temperamentales, que se sintetizan en la llamada «bravura», así como atributos físicos tales como unos cuernos grandes hacia delante y un potente aparato locomotor. Cuando su tamaño es grande, también se le conoce como morlaco.

## Orígenes

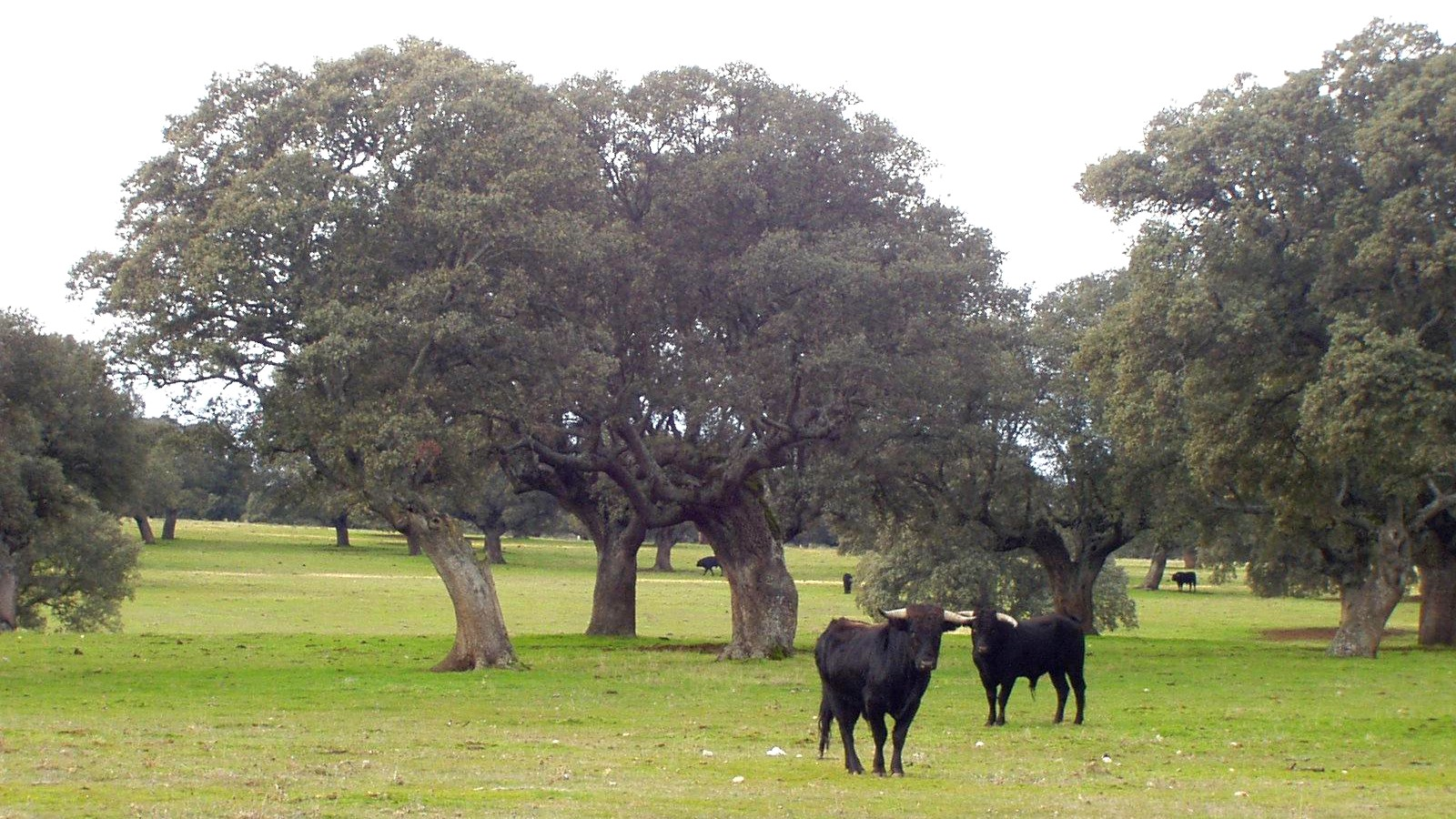
Toros de lidia en la dehesa de Salamanca, llamada Campo Charro.

El toro procede del tipo uro, de la subespecie Bos primigenius primigenius, antepasado del actual Bos primigenius taurus, una res de gran tamaño que en sus tiempos fue cazado en toda Europa central y del Norte; del cual han quedado diferentes y numerosos testimonios plásticos a lo largo de todo el continente europeo, incluida España, desde el periodo paleolítico. Si bien el toro desapareció de los bosques de Europa central durante el siglo XVII, no sucedió lo mismo en la península ibérica donde el toro permaneció de forma ininterrumpida según los testimonios documentales que avalan que los toros seguían existiendo y que estos eran empleados en corridas de toros durante el siglo XIII, como en las fiestas de toros en Cuéllar (Segovia) en el año 1215 o en las fiestas populares de Portugal durante el reinado de Alfonso III en las que se celebraron fiestas y bodas con corridas de toros.
Uno de los aspectos de la historia del toro de lidia que más se presta a discusión es la determinación sobre la aparición de la crianza del mismo con fines de lidia, seleccionando ejemplares y razas, con fines comerciales, o destinados a los espectáculos taurinos de toda índole. No parece que existiera una selección especial durante la Edad Media, en la que sin embargo, los toros, como otros animales salvajes, eran mantenidos en cautividad y protegidos por los señores feudales para propósitos de cría o de caza.
En tiempos de los Reyes Católicos ya se empezaron a conocer, así que los primeros indicios de selección del toro bravo apuntan a los siglos XV y XVI en la provincia de Valladolid, donde la proximidad a la Corte, aún itinerante en esta época, hizo que se criase en amplios terrenos una vacada que pudo sentar las bases del toro de lidia actual. Desde los términos de Boecillo, La Pedraja de Portillo y Aldeamayor de San Martín, partían los toros para las fiestas de los pueblos, de la Corte o para las eclesiásticas[cita requerida]. El nombre de esta pretendida ganadería primigenia fue Raso de Portillo, y fue conocida hasta finales del siglo XIX. Existe la creencia de que estos toros fueron los primeros empleados en festejos reales.
Paralelamente comenzaron a desarrollarse ganaderías en otros lugares de España. Andalucía se puso a la cabeza en la cría de toros, si bien también tuvieron su importancia los que se criaron a orillas del río Jarama, los llamados Jijones de Villarrubia de los Ojos, los navarros y los aragoneses. Fue en la segunda mitad del siglo XVII cuando las vacadas de toros bravos empezaron a organizarse, aunque todavía sin fines claramente comerciales. Tuvo que pasar un siglo más para que el espectáculo taurino cobrara auge y aparecieran las ganaderías orientadas claramente a los espectáculos taurinos ya con fines comerciales.
Así pues, el toro actual puede considerarse el resultado del trabajo de selección efectuado desde principios del siglo XVIII mediante la prueba de la tienta a fin de elegir para su reproducción ejemplares en los que concurrieran determinadas características, aquellas que permitieran el ejercicio de la lidia; es decir, la sucesión de suertes que se ejecutan en las corridas de toros desde que el toro sale al ruedo hasta que, una vez que el diestro le ha dado muerte, es arrastrado por las mulillas. Estas características han variado tanto a lo largo de los siglos como el toreo mismo, manteniéndose como sostén del mismo un único denominador común: la bravura del toro. Nacieron entonces, ya en la segunda mitad del siglo XVIII, las que se consideran las castas fundacionales de las que parten los encastes actuales: Morucha Castellana (Boecillo), Navarra, Toros la Tierra y Jijona (Madrid y la Mancha), Cabrera y Gallardo (El Puerto de Santa María), Vazqueña, Vega-Villar (Utrera) y Vistahermosa, si bien en la actualidad el 90% de las divisas existentes proceden todas de esta última.

## Características de las castas

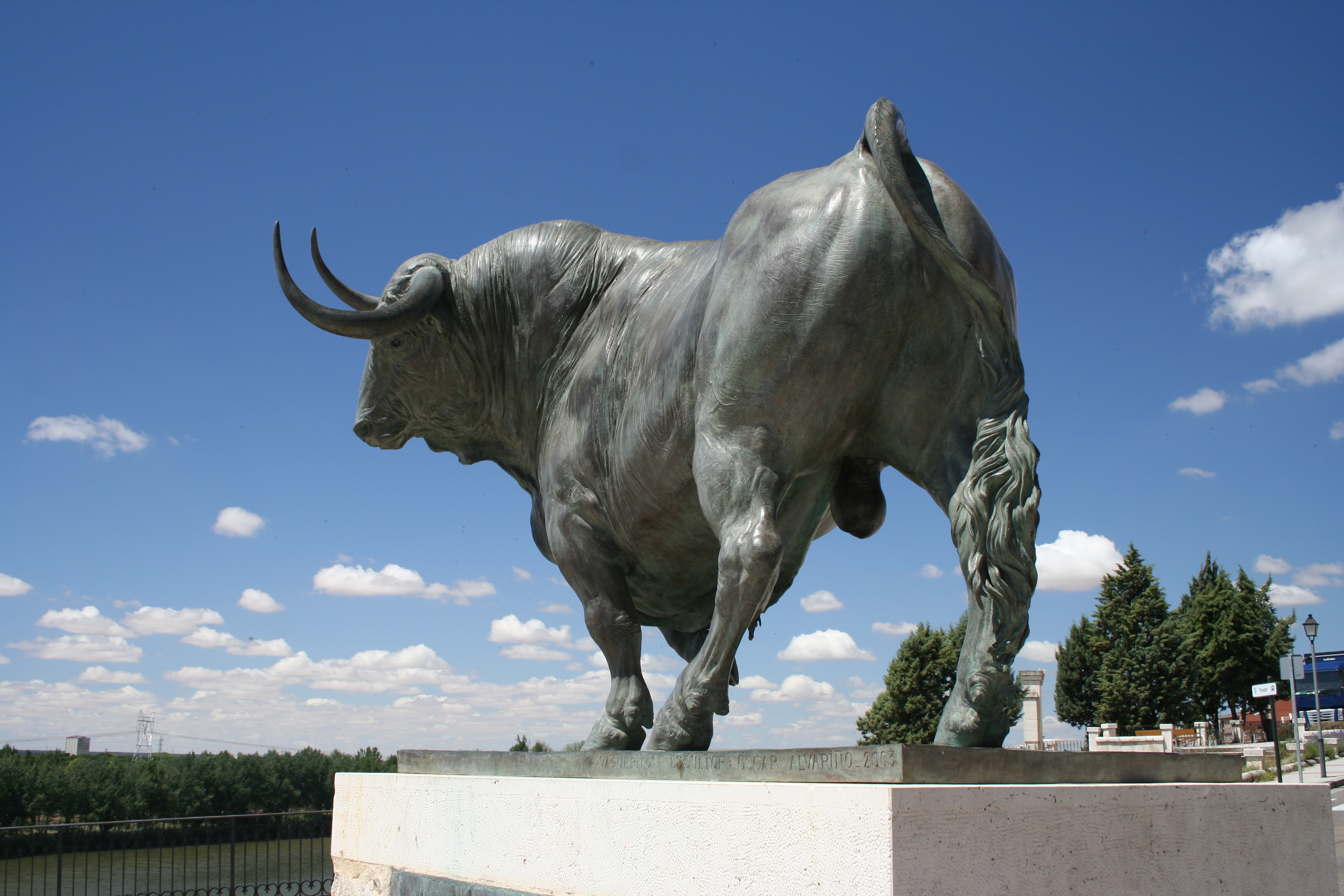
Monumento al toro de lidia en concreto al Toro de la Vega en Tordesillas, Valladolid.

Según Nieto, al hablar de casta del toro bravo se está haciendo referencia al genotipo del animal, es decir «a la constitución orgánica, a la estructura y funcionalidad de cada toro, que comprende todos los factores hereditarios de sus ascendientes». De tal modo, hablar de castas supone hablar del origen morfológico y zootécnico del toro bravo, pudiendo distinguirse características diferencias que las hacen singulares.

### Casta Navarra
La Casta Navarra, surgida durante el siglo XVII, se caracteriza por tener animales con un prototipo elipométrico, subcóncavo y marcadamente brevilíneo, con ojos muy saltones y encornaduras acarameladas, cortas de desarrollo y apuntando hacia arriba (veletos, cornivueltos y cornipasos). Los pelajes característicos son el colorado, en todas sus variantes, el castaño y, en menor medida, el negro.

### Casta Cabrera
La Casta Cabrera, a la cual pertenece la conocida ganadería de Miura, surgió a mediados del siglo XVIII y está caracterizada por disponer de reses con un tipo longilíneo, con perfil cefálico subcóncavo, de gran alzada, con cabeza y cuello largos. Su mirada es muy expresiva, el abdomen es recogido y suelen ser zancudos. Presentan encornaduras bastante desarrolladas, gruesas en su base y que se insertan por detrás de la línea de prolongación de la nuca en el frontal. A pesar de su tamaño no gozan de una buena conformación desde el punto de vista cárnico y presentan variedad de pintas, predominando los negros, cárdenos, castaños, colorados y con menor frecuencia sardos y salineros, y la mayoría de las particularidades complementarias o accidentales.

### Casta Gallardo
La Casta Gallardo, identificada claramente con la ganadería de Pablo Romero (Partido de Resina), surge en Andalucía  a finales del siglo XVIII y se caracteriza por sus ejemplares son mediolíneos, de perfil subcóncavo y con tendencia a la hipermetría, como consecuencia del gran desarrollo de las masas musculares, especialmente del dorso, lomo y tercio posterior; con gran  desarrollo óseo y finos de piel; así como la cabeza es corta, con predominio de animales chatos y además carifoscos, y las encornaduras en gancho tienen una longitud media y son muy armónicas. Además, disponen los toros de Gallardo de un cuello corto y el morrillo aparece muy desarrollado; pecho ancho, costillares muy arqueados y extremosidades más bien cortas y bien aplomadas. Las pintas, es decir, el color de su pelaje es cárdeno en todas sus variantes aunque también apareen toros de color negro.

### Casta Vazqueña
La Casta vazqueña, surgida durante el primer tercio del siglo XVIII, se caracteriza por sus reses de talla media, muy carifoscas, anchas y con la piel un poco más gruesa que el conjunto de los ejemplares de la raza de lidia. Las extremidades son gruesas y más bien cortas. Las encornaduras presentan buen grado de desarrollo. Los ejemplares pertenecientes a esta casta Vazqueña destacan principalmente por su variedad de pelajes, dándose todos los grupos de pintas presentes en la raza de lidia (ensabanados, jaboneros, melocotones, colorados, castaños, tostados, cárdenos, sardos, salineros, berrendos y negros). Derivados directamente de la casta Vazqueña, subsisten en la actualidad dos líneas: la de Concha y Sierra y la de procedente de la antigua ganadería del Duque de Veragua, cuyo máximo representante en la actualidad es la ganadería del marqués de Seoane, Tomás Prieto de la Cal.

### Casta Jijona
La Casta Jijona y de la Tierra es una de las castas más antiguas del toro de lidia puesto que remonta sus orígenes a finales del siglo XVI. Sin embargo, en la actualidad, los toros de este origen zootécnico están prácticamente desaparecidos, con tan solo algunas ganaderías que mantienen reductos genéticos de dicha casta. Sus reses se caracterizaron por ser bastos de hechuras, grandes de alzada, ligeros de pata y resistentes durante la lidia; presentando encornaduras desarrolladas y con un predominio de las capas retintas y coloradas.

### Casta Morucho-Castellana
La Casta Morucho-Castellana, surgida durante el siglo XVI en la provincia de Salamanca, en la actualidad se considera extinta puesto que no hay ninguna ganadería que conserve reses vivas con la carga genética propia de esta casa. Sin embargo, algunos estudios permiten conocer cuáles eran las características que definían a este tipo de reses, caracterizándose por ser toros de gran talla, con ojos saltones y cuello largo; predominante toros de pelaje negro con accidentes como bociblanco; y presentando un carácter bravo aunque mansos en la suerte de varas.

### Casta Vistahermosa
La Casta Vistahermosa es uno de los prototipos raciales más extendidos del toro de lidia en la actualidad, presentando distintos subtipos o encastes que disponen de características propias y diferenciadas. Destacan por su singularidad: los encastes Murube-Urquijo, Contreras, Saltillo, Santa Coloma, Albaserrada, Urcola y los denominados encastes derivados de Parladé (Gamero-Cívico, Pedrajas, Conde de la Corte, Atanasio Fernández, Juan Pedro Domecq, Núñez y Torrestrella).
Igualmente, fruto de los cruces de los toros de Vistahermosa con otras castas han surgido encastes específicos como los de Hidalgo-Barquero, Vega-Villar y Villamarta.

## El trapío
El trapío de un toro de lidia es el conjunto de rasgos externos, actitudes y reacciones observables a simple vista. Existe un riquísimo vocabulario taurino para designar los diferentes aspectos de la morfología y comportamiento del toro. Se dice que un toro tiene trapío cuando reúne las cualidades físicas y la presencia necesaria para la lidia. Según Pedraza Jiménez, los principales rasgos morfológicos para determinar el trapío de un toro son:
- Tamaño y peso.
- Estatura.
- Conformación del tronco.
- Conformación de las extremidades.
- Conformación de la cabeza y el cuello.
- Conformación de la cornamenta.
- Piel, pelo y capa.

## Comportamiento

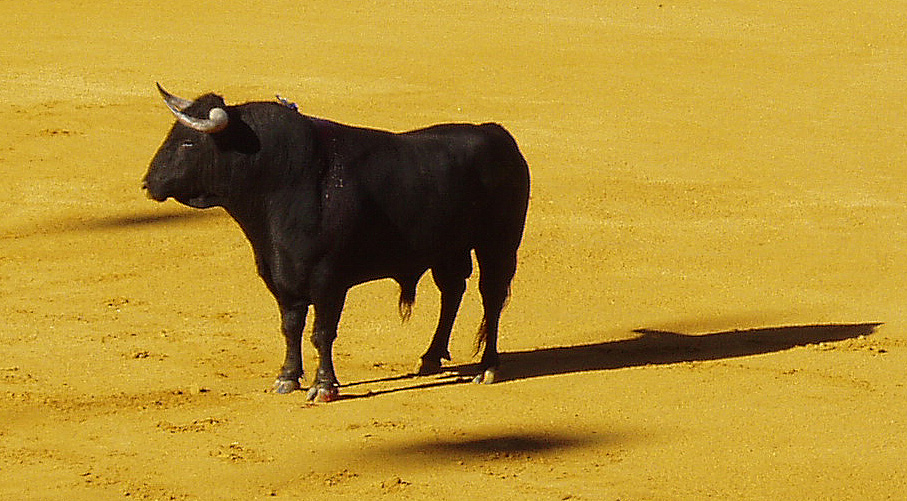
El toro bravo en el ruedo de una plaza de toros (España).

El toro de lidia es un animal gregario, que halla seguridad y refugio en una manada. Después del nacimiento, y antes del destete, el becerro vivirá ocho o nueve meses alimentado y protegido por su madre. Dado que su madurez sexual se produce a los 16 meses aproximadamente, poco después del año se separan machos y hembras, que, a partir de ese momento, vivirán en cercados diferentes. Las diferentes edades se denominan con nombres específicos: añojos (un año), erales (dos años), utreros (tres años), cuatreños (cuatro años) y cinqueños (cinco años).
En las manadas de toros se establece una rigurosa jerarquía. Se denomina mandón al toro dominante y que maltrata a los demás. Con cierta frecuencia, este jefe es desafiado por otro miembro de la torada para arrebatarle el liderato, produciéndose violentas peleas. El toro derrotado se denomina abochornado y es atacado y perseguido por el resto de la manada, quedando apartado de la misma y volviéndose irascible y muy peligroso.
Es una creencia extendida que a los toros supuestamente les altera de alguna manera el color rojo. Esta creencia es falsa, como también lo es que estos animales vean en blanco y negro, pues en realidad los toros cuentan con visión dicromática específicamente deuteranopía, es decir, tienen capacidad de descomponer el espectro luminoso en dos componentes esenciales, y según la cantidad de cada uno son capaces de diferenciar los diferentes colores pero carecen de los fotorreceptores retinianos del verde. En realidad, a los toros no les altera el rojo, lo ven, pero no les crea una conducta agresiva, cuando cargan contra el capote, cargan contra el movimiento.

## Interés zoológico
Al contrario que la mayoría de las razas de ganado doméstico, los toros de lidia presentan una serie de características físicas y temperamentales más propias de un bóvido salvaje, destacando además la información genética que aporta su cromosoma y que hace única a esta "raza". Esto no debe resultar extraño si se tiene en cuenta que a la hora de desarrollar estas castas los criadores nunca pretendieron potenciar cosas como una mayor producción de carne y leche o una mansedumbre y ausencia de cuernos acentuadas para hacer a los animales más manejables al trato humano, sino que simplemente se buscó conservar (y aun potenciar ligeramente) un comportamiento algo más violento de lo normal que hiciera al animal más propenso a la acometida y por tanto al espectáculo taurino. Ciertos autores como el neerlandés Cis van Vuure han señalado diversas coincidencias en la estructura corporal y coloración comunes del toro de lidia con las poseídas por el hoy extinto toro salvaje europeo o uro, del que se diferencia por poco más que su menor tamaño y longitud de cuernos. Durante su vida en semilibertad en las dehesas, el toro de lidia mantiene también unas costumbres similares a las de un animal salvaje, formando manadas, defendiéndose de posibles peligros por sí mismo y desempeñando una labor incalculable en el medio.

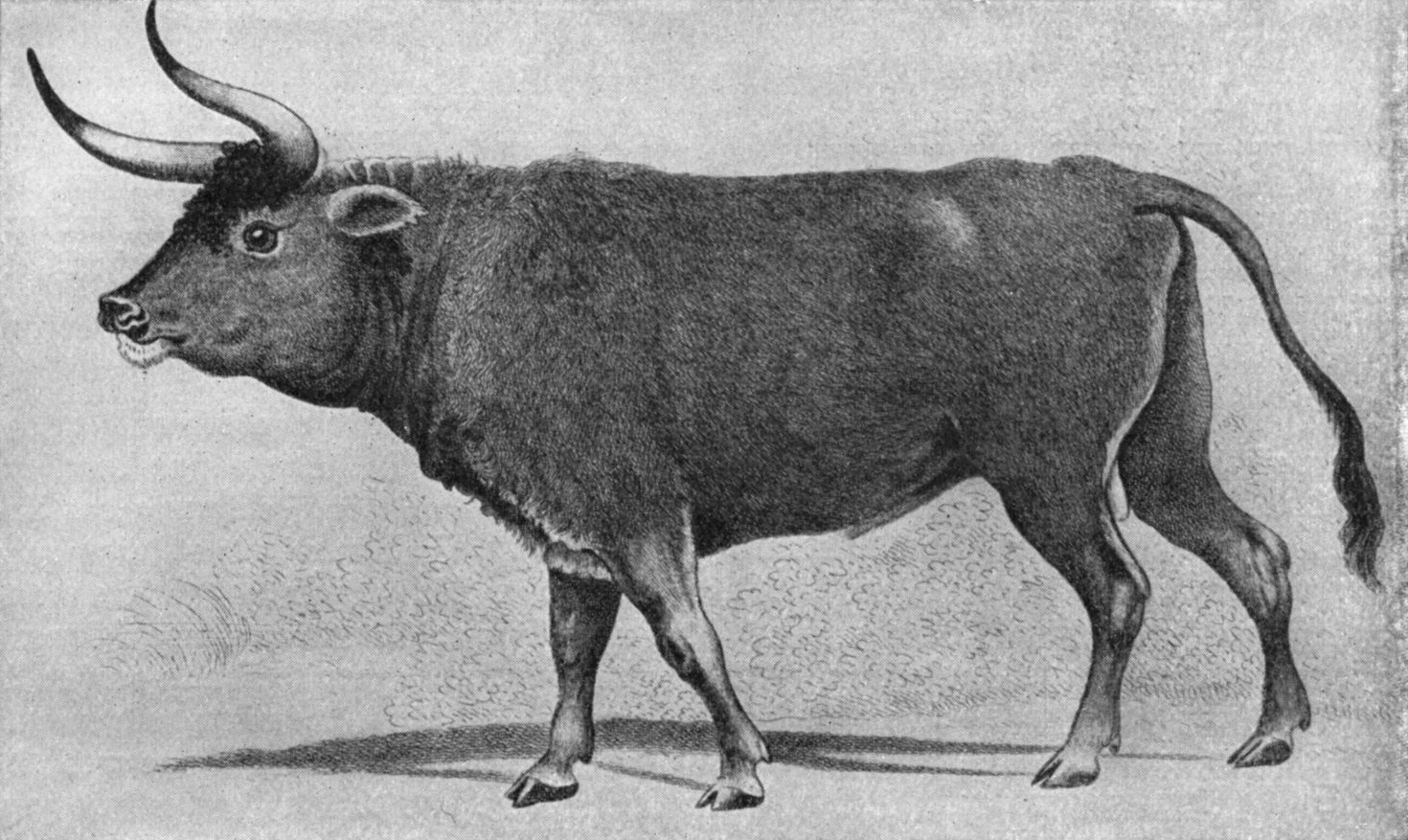
Grabado anónimo encontrado en Augsburgo, a principios del. Representa a un uro, subespecie salvaje ya extinta.

Van Vuure llega a sugerir[cita requerida] incluso que los toros de lidia son aún más «urinos» que los uros recreados por cría selectiva en algunos zoológicos durante el siglo XX, como el llamado Bovino de Heck, y que hoy han sido introducidos en reservas naturales de los Países Bajos y Alemania. A pesar del empeño puesto en la selección, estos supuestos uros modernos siguen presentando en la actualidad una complexión más ligera de la esperada, tamaño erróneo, cuernos de longitud variable y coloración no siempre correcta. En el aspecto temperamental los uros recreados se encuentran en una situación aún peor, ya que son incapaces de encontrar alimento suficiente en invierno o defenderse de los lobos. Por esta y otras razones, los críticos de los Heck consideran su experimento fallido, consistente en un simple grupo de vacas sacadas del establo y puestas a pastar en bosques y praderas. El profesor Z. Pucek, responsable del programa de recuperación del bisonte europeo en el Bosque de Bialowieza (Polonia), ha llegado incluso a definir al toro de los Heck como «la mayor estafa científica del siglo XX» y se ha negado en redondo a la introducción de unas cuantas cabezas en la reserva.
En su lugar, parte de estos críticos proponen someter a los toros de los Heck a un nuevo programa de cría o sustituirlos directamente por una nueva generación de ganado selecto partiendo de cero. Así, el TaurOs Project de Países Bajos descartaría definitivamente al toro de lidia dando peso a razas de características primitivas como la tudanca de Cantabria, la pajuna andaluza, la sayaguesa de Zamora, la esteparia húngara, las enanas de Córcega y Turquía, la podolica italiana, el toro de la Camarga y la maronesa de Portugal.